# Stadionul Municipal (Hermannstadt, 1927)
Das Stadionul Municipal war ein Fußballstadion mit Leichtathletikanlage in der rumänischen Stadt Hermannstadt (rumänisch Sibiu), Siebenbürgen.

## Geschichte
1927 wurde auf dem früheren Reitplatz der Artillerie hinter der Militärschwimmschule der Terenul Sportiv O.N.E.F. (Spielfeldausmaße: 110 × 68 Meter) gebaut. Es wurde ein Turnier ausgespielt, um weiteres Geld für die Vollendung dieses neuen Sportplatzes zu erwirtschaften. Die Spiele fanden am 12. Juni 1927 statt und hatten folgenden Ausgang: HTV gegen NSE 3:2 (3:0) und Șoimii Sibiu gegen Aviația Mediaș 4:2 (2:2). Ab diesem Zeitpunkt war Terenul Sportiv O.N.E.F. als einziger Austragsort für die Fußballspiele in Sibiu und für die offiziellen Feldhandballspiele vorgesehen, was zu einiger Verwirrung bei der Anerkennung von Spielergebnissen in der Saison 1927/28 führte. Im Laufe der Jahre wurde das Stadion modernisiert und mehrfach umbenannt, zunächst in Metalul und später in Șoimii. Von 1977 bis 1981 wurde es umgebaut und auf 12.000 Zuschauer vergrößert, 1982 wurde eine neue Tribüne errichtet. Wegen des Aufstiegs des FC Hermannstadt wurde das Stadion ab Mai 2018 erneuert und auf 14.200 Plätze erweitert, um die Bedingungen für die Liga 1 zu erfüllen. Vorhanden waren neben dem Servicebereich der Haupttribüne eine elektronische Anzeigetafel sowie westlich des Runds vor der Tribüne eine stadioneigene Parkanlage.

## Nutzung
Nach dem Zweiten Weltkrieg war das Stadion lange Jahre Spielstätte des Zweitligisten CSM Sibiu und dessen Nachfolgerverein Șoimii Sibiu. Dieser stieg 1986 in die Divizia C ab und machte dem FC Inter Sibiu, einem Neuaufsteiger in die Divizia B, Platz. FC Inter spielte von 1988 bis 1996 in der Divizia A, der höchsten Fußballliga des Landes, bevor vier weitere Spielzeiten in der Divizia B bis zu seiner Auflösung im November 2000 folgten. Von 2003 bis zu dessen Auflösung 2007 nutzte der Zweitligaclub FC Sibiu das Stadion. Von 2009 bis 2012 spielte hier der CSU Voința Sibiu, der 2011 den Aufstieg in die Liga 1 schaffte und 2012 aufgelöst wurde. Ab 2015 trug der FC Hermannstadt seine Heimspiele im Stadionul Municipal aus. 
Im Juli 2010 wurde das Stadion für die Nutzung von Erstligaspielen freigegeben. Damit konnte es in der Saison 2010/11 als Heimspielort für den Erstligisten Gaz Metan Mediaș dienen, dessen Stadion Renovierungsarbeiten unterzogen wurde.

## Länderspiele
Im Stadionul Municipal trug die rumänische Fußballnationalmannschaft drei Freundschaftsländerspiele aus: am 27. März 1985 gegen Polen (0:0), am 23. November 1988 gegen Israel (3:0) und am 29. März 1989 gegen Italien (1:0).

## Neubau
2020 wurde die Anlage abgerissen und durch das neue Stadionul Municipal mit 13.013 Plätzen für 219,5 Mio. Rumänische Leu (rund 44 Mio. Euro) ersetzt, welches am 6. Dezember 2022 eröffnet wurde.